# Гіперхлоремічний ацидоз
Гіперхлоремічний ацидоз – це форма метаболічного ацидозу, пов’язана з нормальним аніонним інтервалом, зниженням концентрації бікарбонату в плазмі та підвищенням концентрації хлориду в плазмі  (див. аніонний інтервал для повнішого пояснення). Хоча аніонний інтервал у плазмі є нормальним, цей стан часто пов'язаний зі збільшенням аніонного інтервалу сечі через нездатність нирок секретувати аміак.

## Причини
Загалом, причиною гіперхлоремічного метаболічного ацидозу є втрата основ, або шлунково-кишкова, або ниркова.
- Втрата бікарбонату (HCO−
3) через шлунково-кишковий тракт
  - Сильна діарея (блювота, як правило, викликає гіпохлоремічний алкалоз)
  - Панкреатична фістула з втратою багатої на бікарбонати панкреатичної рідини
  - Втрати через назоеюнальну трубку в контексті тонкокишечної непрохідності та втрати лужного секрету проксимального відділу тонкої кишки
  - Хронічне зловживання проносними засобами
- Ниркові причини
  - Проксимальний нирковий тубулярний ацидоз  з недостатністю реабсорбції HCO−
3
  - Дистальний нирковий тубулярний ацидоз із недостатністю секреції H+

  - Тривале застосування інгібітора карбоангідрази, такого як ацетазоламід
- Інші причини
  - Вживання хлориду амонію, соляної кислоти або інших підкислювальних солей
  - Фази лікування та відновлення діабетичного кетоацидозу
  - Відновлення об'єму циркулюючої рідини нормальним фізіологічним розчином забезпечує навантаження хлоридами, тому його введення в об'ємі понад 3–4 л може спричинити ацидоз.
  - Гіпераліментація (наприклад при повному парентеральному харчуванні)